# To the Core
To the Core è il settimo album studio del chitarrista statunitense Vinnie Moore, pubblicato il 26 maggio 2009, sotto contratto con la Mascot Records.

## Tracce
1. Fly – 4:51
2. Panic Attack – 0:19
3. Off the Hook – 5:15
4. Transcendence – 3:55
5. Soul Caravan – 5:57
6. Jigsaw – 3:43
7. Remorse – 7:02
8. Tailspin – 5:33
9. Over My Head – 3:58
10. Into the Open Highway – 6:49
11. Into the Sunset – 5:41

## Formazione
- Vinnie Moore – chitarra, produzione
- Tim Lehner – tastiere
- Van Romaine – batteria
- John DeServio – basso